# Il mio amico Aldo/Tre storie di gatti (una triste, una allegra, una media)
Il mio amico Aldo/Tre storie di gatti (una triste, una allegra, una media) è un singolo di Giorgio Gaber e Dario Fo, pubblicato nel 1962. Si tratta dell'unico caso di collaborazione tra Gaber e Fo.

## Il disco
Disco pubblicato sotto l'etichetta "Baffo". La catalogazione del disco non segue la normale numerazione della Dischi Ricordi (pur essendo entrambi i due artisti allora sotto contratto con questa etichetta).
I brani, due brevi favole sui generis lette da Fo con interventi musicali, sono stati poi inseriti in varie raccolte dei due per cui, anche se questo disco è di difficile reperibilità, le due canzoni sono invece tuttora disponibili .
La copertina del disco è disegnata da Guido Crepax.
Sul disco non sono riportati gli autori, e i due brani non risultano depositati alla Siae; tuttavia, in una raccolta di Fo pubblicata dalla Ricordi, Le canzoni di Dario Fo, i due brani sono attribuiti a Mogol.
Dario Fo, intervistato, sostiene invece che gli autori siano lui e Gaber: "Giorgio aveva in tasca una musica che mi piaceva, io ci misi le parole. Nacque così "Il mio amico Aldo", la nostra prima e unica collaborazione".
Evidentemente però Dario Fo ricorda male perché i due testi sono opera di Franco Crepax (fratello di Guido) che era allora un importante discografico e che preferì non firmare i due brani. le musiche sono invece di Gaber. Dario Fo aggiunse al testo di Crepax solo un paio di battute.

## I brani

### Il mio amico Aldo
Primo giorno di scuola per un bambino, Aldo, che lungo tutta la vicenda si imbatte in vari personaggi casualmente tutti suoi omonimi, con sorpresa finale. Al termine del racconto recitato da Fo, interviene Gaber a cantare, voce e chitarra, la morale della favola.

### Tre storie di gatti (una triste, una allegra, una media)
Tre storielle, raccontate da Fo con protagonisti altrettanti gatti, con intermezzi suonati e cantati da Gaber.

## Tracce
- Il mio amico Aldo
- Tre storie di gatti (una triste, una allegra, una media)